# Stazione di Terzolas
Stazione di Terzolas vasútállomás Olaszországban, Trentino-Alto Adige régióban, Terzolas településen.

## Vasútvonalak
Az állomást az alábbi vasútvonalak érintik:
- Trento–Malè–Marilleva-vasútvonal

## Kapcsolódó állomások
A vasútállomáshoz az alábbi állomások vannak a legközelebb: 
- Stazione di Malè (Mezzana railway station, Trento–Malè–Marilleva-vasútvonal)
- Caldes railway station (Stazione di Trento FTM, Trento–Malè–Marilleva-vasútvonal)
- Malè railway station (–2003)